# Capita
Osvaldo Pedro Capemba, auch genannt Capita (* 10. Januar 2002) ist ein angolanischer Fußballspieler, der seit dem Sommer 2024 bei Radomiak Radom in der polnischen Ekstraklasa unter Vertrag steht.

## Karriere

### Verein
Capita begann seine fußballerische Ausbildung in Angola im Nachwuchs des CD Primeiro de Agosto. Im Januar 2020 wechselte er zum portugiesischen Amateurklub CD Trofense. Ein halbes Jahr später wurde er von der zweiten Mannschaft des OSC Lille unter Vertrag genommen. Dort machte er 2020/21 zwei Spiele in der National 3. Nach Saisonbeginn wurde er in die Division 1A an Royal Excel Mouscron verliehen. Am 19. Juni 2020 kam er gegen KAA Gent zu seinem Profidebüt, als er in der Schlussphase für Serge Tabékou ins Spiel kam. Über die gesamte Ausleihe spielte er in drei Ligaspielen in Belgien. Im Januar 2022 wurde Capita an den mittlerweile portugiesischen Zweitligisten CD Trofense, seinen Exverein, verliehen. Im Sommer 2022 wechselte er dann fest zum portugiesischen Zweitligisten CF Estrela Amadora. Von dort wurde er für die Saison 2023/24 an Hapoel Jerusalem verliehen, bevor im Sommer 2024 zum polnischen Erstligisten Radomiak Radom wechselte.

### Nationalmannschaft
Capita wurde mit der U-17 Angolas Dritter des U-17-Afrika-Cups, schoss in fünf Turniereinsätzen vier Tore und wurde am Ende zum Spieler des Turniers gewählt. Nachdem er sich mit seinem Team ebenfalls für die im selben Jahr stattfindende Weltmeisterschaft qualifizieren konnte, spielte er dort in allen vier Partien bis ins Achtelfinale. Am 12. November 2021 gab er dann sein Debüt für die A-Nationalmannschaft in der WM-Qualifikation gegen Ägypten. Beim 2:2-Unentschieden in Benguela wurde er in der 89. Minute für Hélder Costa eingewechselt.

## Erfolge
Nationalmannschaft
- Dritter des U-17-Afrika-Cups: 2019

Individuell
- Spieler des Turniers: U-17-Afrika-Cup 2019